# Anaulacomera cornucervi
Anaulacomera cornucervi är en insektsart som beskrevs av Brunner von Wattenwyl 1878. Anaulacomera cornucervi ingår i släktet Anaulacomera och familjen vårtbitare. Inga underarter finns listade i Catalogue of Life.